# Patricia Neal
Patricia Neal (20 tháng 1 năm 1926 – 8 tháng 8 năm 2010) là một nữ diễn viên người Mỹ. Bà nổi tiếng về các vai như góa phụ Helen Benson trong phim The Day the Earth Stood Still (1951), bà mệnh phụ giàu có Emily Eustace Failenson trong phim Breakfast at Tiffany's (1961), và bà quản gia trung niên Alma Brown trong phim Hud (1963), nhờ phim này bà đã đoạt Giải Oscar cho nữ diễn viên chính xuất sắc nhất. Bà cũng đóng vai Olivia Walton trong loạt phim truyền hình The Homecoming: A Christmas Story năm 1971.

## Thời niên thiếu
Neal có tên khai sinh là Patsy Louise Neal, sinh tại Packard, Whitley County, Kentucky, con của William Burdette và Eura Petrey Neal. Bà lớn lên ở Knoxville, Tennessee, và học ở trường trung học Knoxville High School,, sau đó học kịch nghệ ở Northwestern University (Đại học Tây Bắc Hoa Kỳ). Bà học diễn xuất với giáo sư Alvina Krause, người đã đưa bà vào sự nghiệp diễn viên tương lai. Tại đây, bà đã đoạt danh hiệu nữ hoàng Syllabus trong cuộc thi sắc đẹp toàn trường.

## Sự nghiệp
Neal bắt đầu làm việc ở New York như người đóng thay vai diễn (understudy) ở Sân khấu Broadway trong vở kịch The Voice of the Turtle. Sau đó bà xuất hiện trong vở Another Part of the Forest (1946), đoạt Giải Tony cho nữ diễn viên xuất sắc nhất trong một vở kịch (Tony Award for Best Featured Actress in a Play) năm 1947, năm đầu tiên của giải này.

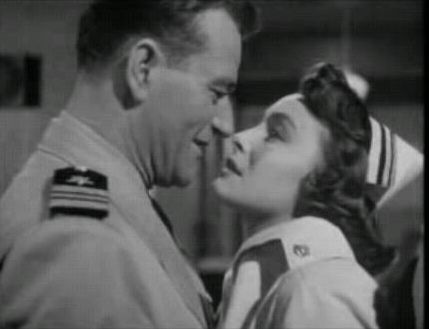
John Wayne và Patricia Neal

Năm 1949, Neal bắt đầu diễn xuất trong phim John Loves Mary, sau đó đóng vai chính chung với Ronald Reagan trong phim The Hasty Heart. Cùng năm này, bà đóng cặp với Gary Cooper trong phim The Fountainhead và có quan hệ tình ái với diễn viên đã kết hôn này.
Năm 1952, Neal đóng cặp với John Garfield trong phim The Breaking Point, với Michael Rennie trong phim The Day the Earth Stood Still và với John Wayne trong phim Operation Pacific. Thời gian này, bà bị chứng "khủng hoảng tâm thần" sau khi chấm dứt quan hệ tình ái với Gary Cooper, nên rời Hollywood tới New York, trở lại sân khấu Broadway năm 1952 để diễn lại vở The Children's Hour. Năm 1955, bà đóng vai chính trong vở A Roomful of Roses của Edith Sommer do Guthrie McClintic dàn cảnh.
Khi ở New York, Neal trở thành hội viên của The Actors Studio. Dựa trên mối quan hệ với các hội viên khác, bà tiếp tục xuất hiện trên phim A Face in the Crowd (1957), (do Elia Kazan đạo diễn), vở kịch The Miracle Worker (1959), (do Arthur Penn đạo diễn), phim Breakfast at Tiffany's (1961, đóng cặp với George Peppard), phim Hud (1963), đóng cặp với Paul Newman do Martin Ritt đạo diễn. Cùng thời gian này, bà xuất hiện trong một tập phim truyền hình năm 1960 Play of the Week, với một dàn diễn viên của "The Actors Studio" trong một quảng cáo kép các vở kịch của August Strindberg, và đóng cặp với Nehemiah Persoff. trong phim Clash by Night của Clifford Odets phát sóng năm 1959.

With Andy Griffith trong phim A Face in the Crowd (1957)

Năm 1963, Neal đoạt Giải Oscar cho nữ diễn viên chính xuất sắc nhất cho vai diễn trong phim Hud (đóng cặp với Paul Newman). 
Năm 1965 Neal lại đóng cặp với John Wayne trong phim In Harm's Way (1965) của Otto Preminger, đoạt Giải BAFTA lần thứ hai. Phim tiếp theo của bà là phim The Subject Was Roses (1968), và vai diễn của bà trong phim này được đề cử cho Giải Oscar. Bà đóng vai Olivia Walton trong phim truyền hình The Homecoming: A Christmas Story (1971) và đã đoạt Giải Quả cầu vàng cho nữ diễn viên xuất sắc nhất – loạt phim kịch truyền hình năm 1971. Neal đóng vai bà mẹ góa sắp chết cố tìm cách có được căn nhà cho 3 đứa con của mình trong tập năm 1975 của loạt phim truyền hình Little House on the Prairie của đài NBC.
Bà là chủ đề của show truyền hình Anh This Is Your Life năm 1978 khi bà bị Eamonn Andrews phát hiện trong một buổi tiệc cocktail ở Park Lane London.
Năm 1999, bà đóng vai Cookie trong phim Cookie's Fortune (1999) của Robert Altman. 
Năm 2007, bà đóng vai "bản thân" ở những phần tài liệu nói về những cách khác để chấm dứt bạo lực trên thế giới trong phim Beyond Baklava: The Fairy Tale Story of Sylvia's Baklava của Silvana Vienne.
Từng đoạt Giải Tony trong năm 1947 và là người cuối cùng đoạt giải đầu tiên này vẫn còn sống, bà thường làm người giới thiệu chương trình trong buổi lễ trao giải này những năm gần đây.
Trong những năm cuối đời, bà xuất hiện nhiều trên những video chăm sóc sức khỏe.

## Đời tư

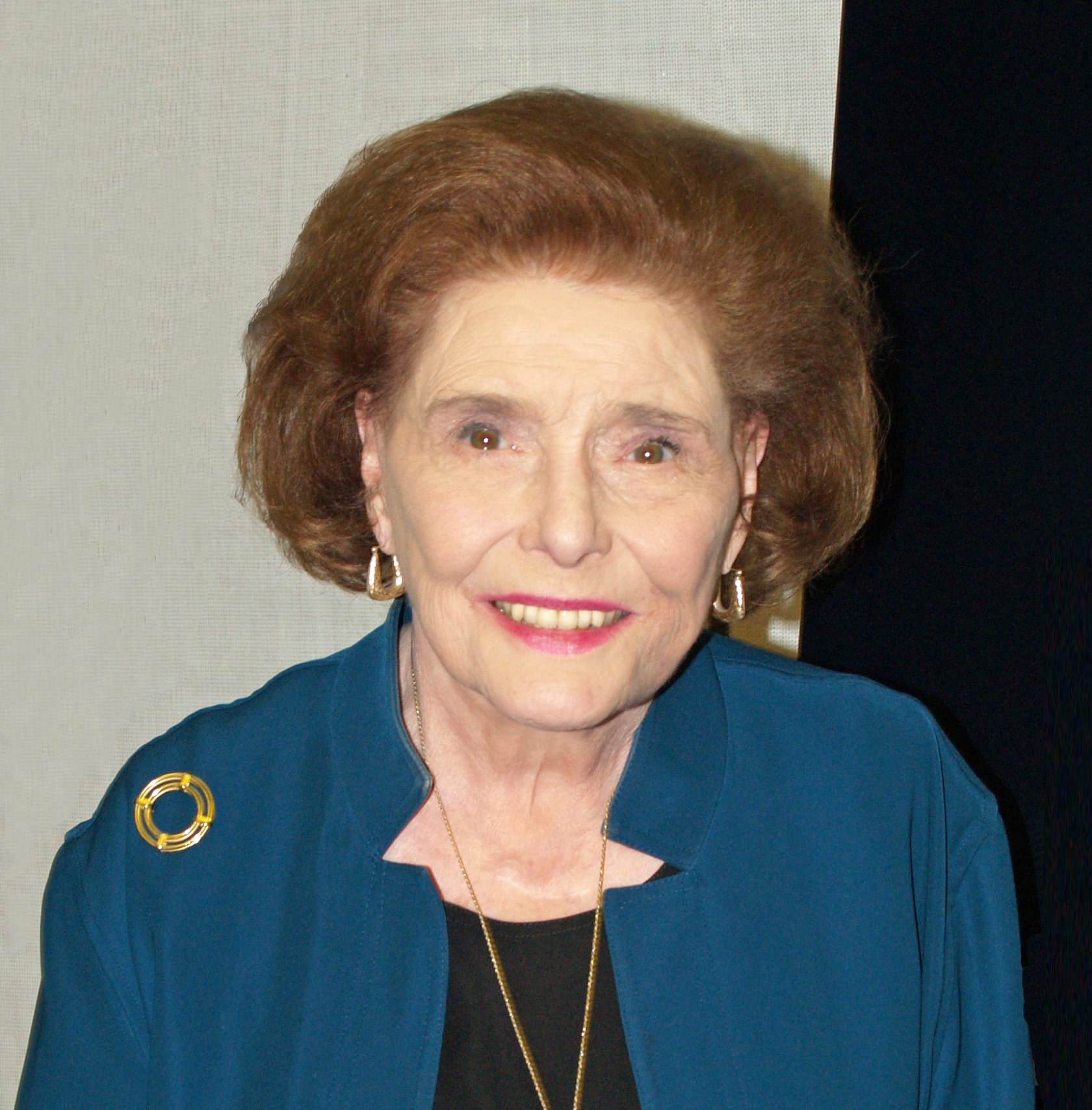
Patricia Neal tại Liên hoan phim Tribeca năm 2007

Trong thời gian quay phim The Fountainhead (1949), Neal có cuộc dan díu tình ái với nam diễn viên cùng đóng vai chính đã có vợ là Gary Cooper, một người mà bà gặp năm 1947 khi bà mới 21 tuổi, còn anh ta đã 46 tuổi. Năm 1950, vợ của Cooper là Veronica, đã phát hiện ra mối quan hệ này và gửi cho Neal một bức điện tín yêu cầu hai người chấm dứt cuộc dan díu đó. Neal đã mang thai, nhưng Cooper thuyết phục bà phá thai,, điều mà sau này bà rất hối tiếc. Trong thời gian yêu nhau, đã có lần Cooper tát vào mặt Neal khi bắt gặp Kirk Douglas tìm cách quyến rũ bà.
Vụ dan díu này đã chấm dứt, sau khi cô con gái của Cooper là Maria (sau này là Maria Cooper Janis, sinh năm 1937) đã công khai nhạo báng Neal. Tuy nhiên, những năm sau khi Cooper qua đời, bà vợ và con gái của ông ta đã giảng hòa với Neal.

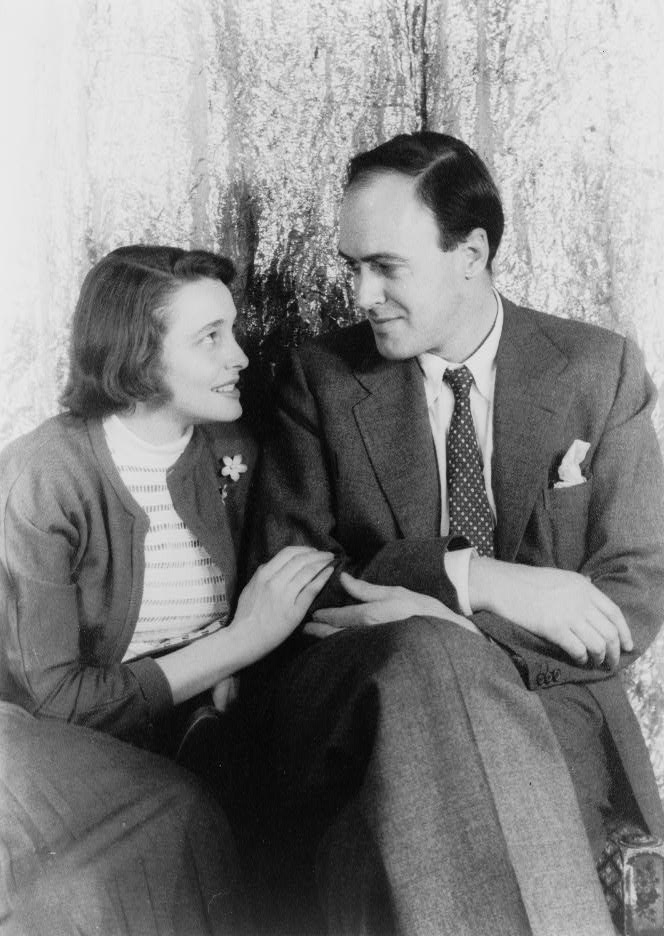
Patricia Neal và Roald Dahl năm 1954

Neal gặp nhà văn Anh Roald Dahl trong một bữa tiệc do Lillian Hellman khoản đãi năm 1951. Họ kết hôn ngày 2.7.1953 tại "Nhà thờ Chúa Ba Ngôi" ở thành phố New York. Cuộc hôn nhân này đem lại 5 người con: Olivia Twenty (20 tháng 4 năm 1955 – 17 tháng 11 năm 1962); Chantal Tessa Sophia (sinh năm 1957); Theo Matthew (sinh năm 1960); Ophelia Magdalena (sinh năm 1964); và Lucy Neal (sinh năm 1965). Người cháu ngoại của bà (con gái của Tessa Sophia) là nhà văn, người giới thiệu chương trình truyền hình kiêm người mẫu Sophie Dahl.
Đầu thập niên 1960, cặp vợ chồng này đã trải qua 2 nỗi đau buồn: Ngày 5 tháng 12.1960 cậu con trai Theo 4 tháng tuổi bị tổn thương não khi chiếc xe đẩy chở cậu ta bị một xe taxi ở thành phố New York đụng vào và ngày 17 tháng 11 năm 1962, cô con gái Olivia, 7 tuổi bị chết vì viêm não do bệnh sởi.
Khi mang thai cô con gái út (năm 1965), Neal đã bị chứng phình mạch não 3 lần và đã bị hôn mê 3 tuần lễ. Dahl đã giúp bà tập luyện đi lại và tập nói chuyện. Ngày 4.8.1965 bà sinh cô con gái út Lucy mạnh khỏe.
Cuộc hôn nhân đầy sóng gió giữa Neal và Dahl đã chấm dứt bằng việc ly dị năm 1983, sau vụ Dahl dan díu với Felicity Crosland – bạn của Neal. Dahl sau đó đã kết hôn với Crosland tong cùng năm. Năm 1981, Glenda Jackson đã đóng vai Neal và Dirk Bogarde vai Dahl – chồng của Neal – trong bộ phim truyền hình The Patricia Neal Story. Quyển tự truyện As I Am của Neal được xuất bản năm 1988. Cuối đời, bà đã theo đạo Công giáo.

## Di sản
Năm 1978, "Fort Sanders Regional Medical Center" ở Knoxville đã đặt tên Trung tâm phục hồi theo tên Patricia Neal để vinh danh bà. Trung tâm thực hiện việc điều trị ở cường độ cao cho các bệnh nhân bị đột quỵ, bị bệnh ở tủy cột sống, và bị chấn thương sọ não. Trung tâm phục vụ như là một phần của sự ủng hộ của Neal cho các nạn nhân bị tê liệt. Bà thường xuyên đến thăm các trung tâm này, khuyến khích các bệnh nhân và nhân viên của trung tâm. Neal xuất hiện như là phát ngôn viên của trung tâm trong các quảng cáo cho đến khi bà qua đời.

## Từ trần
Neal từ trần tại nhà riêng của bà ở Edgartown, Martha's Vineyard, Massachusetts ngày 8 tháng 8 năm 2010 vì bị ung thư phổi thọ 84 tuổi. Bà đã theo đạo Công giáo 4 tháng trước khi qua đời, và được mai táng tại Tu viện Regina Laudis ở Bethlehem, Connecticut,, nơi người bạn từ thập niên 1960 của bà là nữ diễn viên Dolores Hart vào tu và đã trở thành nữ tu viện trưởng. Neal từng là người ủng hộ lâu năm sân khấu ngoài trời và chương trình nghệ thuật của tu viện này.

## Danh mục phim

### Phim
| Năm  | Phim                            | Vai diễn                  | Ghi chú |
| ---- | ------------------------------- | ------------------------- | --- |
| 1949 | John Loves Mary                 | Mary McKinley             | |
| 1949 | The Fountainhead                | Dominique Francon         | |
| 1949 | It's a Great Feeling            | bản thân                  | vai diễn nhỏ |
| 1949 | The Hasty Heart                 | Sister Parker             | |
| 1950 | Bright Leaf                     | Margaret Jane Singleton   | |
| 1950 | The Breaking Point              | Leona Charles             | |
| 1950 | Three Secrets                   | Phyllis Horn              | |
| 1951 | Operation Pacific               | Lt. (j.g.) Mary Stuart    | |
| 1951 | Raton Pass (phim)               | Ann Challon               | |
| 1951 | The Day the Earth Stood Still   | Helen Benson              | |
| 1951 | Weekend With Father             | Jean Bowen                | |
| 1952 | Diplomatic Courier              | Joan Ross                 | |
| 1952 | Washington Story                | Alice Kingsley            | |
| 1952 | Something for the Birds         | Anne Richards             | |
| 1954 | Stranger from Venus             | Susan North               | |
| 1957 | A Face in the Crowd             | Marcia Jeffries           | |
| 1961 | Breakfast at Tiffany's          | 2–E (Mrs. Failenson)      | |
| 1963 | Hud                             | Alma Brown                | Giải Oscar cho nữ diễn viên chính xuất sắc nhất Giải BAFTA cho nữ diễn viên chính xuất sắc nhất Award for Top Female Dramatic Performance Giải NBRMP cho nữ diễn viên chính xuất sắc nhất Giải của Hội phê bình phim New York cho nữ diễn viên xuất sắc nhất Đề cử – Giải Quả cầu vàng cho nữ diễn viên điện ảnh phụ xuất sắc nhất |
| 1964 | Psyche 59                       | Alison Crawford           | |
| 1965 | In Harm's Way                   | Lt. Maggie Haynes         | Giải BAFTA cho nữ diễn viên chính xuất sắc nhất |
| 1968 | The Subject Was Roses           | Nettie Cleary             | Laurel Award for Top Female Dramatic Performance (vị trí thứ 3) Đề cử – Giải Oscar cho nữ diễn viên chính xuất sắc nhất |
| 1971 | The Night Digger                | Maura Prince              | |
| 1973 | Baxter!                         | Dr. Roberta Clemm         | |
| 1973 | Happy Mother's Day, Love George | Cara                      | diễn chung với Tessa Dahl |
| 1979 | The Passage (phim 1979)         | Mrs. Bergson              | |
| 1979 | All Quiet on the Western Front  | Mẹ của Paul               | |
| 1981 | Ghost Story                     | Stella Hawthorne          | |
| 1989 | An Unremarkable Life            | Frances McEllany          | |
| 1999 | Cookie's Fortune                | Jewel Mae 'Cookie' Orcutt | Đề cử – Giải LVFCS cho nữ diễn viên phụ xuất sắc nhất |
| 2009 | Flying By                       | Margie                    | |

### Truyền hình
| Năm       | Phim                                                  | Vai diễn                    | Ghi chú |
| --------- | ----------------------------------------------------- | --------------------------- | --- |
| 1954      | Goodyear Playhouse                                    |                             | tập: Spring Reunion |
| 1958      | Suspicion (loạt phim truyền hình)                     | Paula Elgin                 | tập: Someone Is After Me |
| 1957–1958 | Playhouse 90                                          | Rena Menken Margaret        | tập: The Gentleman from Seventh Avenue episode: The Playroom                                                                                                  |
| 1954–1958 | Studio One in Hollywood                               | Caroline Mann Miriam Leslie | tập: Tide of Corruption episode: A Handful of Diamonds |
| 1958      | Pursuit (TV series)                                   | Mrs. Conrad                 | tập: The Silent Night |
| 1959      | Rendezvous (loạt phim truyền hình)                    | Kate Merlin                 | tập: London – New York |
| 1959      | Clash by Night                                        | Mia Wilenski                | |
| 1960      | The Play of the Week                                  | Mistress Grace Wilson       | tập: Strindberg on Love tập: The Magic and the Loss |
| 1961      | Special for Women: Mother and Daughter                | Ruth Evans                  | |
| 1962      | Drama 61–67                                           | Beebee Fenstermaker         | tập: Drama '62: The Days and Nights of Beebee |
| 1962      | Checkmate (TV series)                                 | Fran Davis                  | tập: The Yacht – Club Gang |
| 1962      | The Untouchables (1959 TV series)                     | Maggie Storm                | tập: The Maggie Storm Story |
| 1962      | Westinghouse Presents: That's Where the Town Is Going | Ruby Sills                  | |
| 1962      | Winter Journey                                        | Georgie Elgin               | |
| 1962      | Zero One (loạt phim truyền hình)                      | Margo                       | tập: Return Trip |
| 1963      | Ben Casey                                             | Dr. Louise Chapelle         | tập: My Enemy Is a Bright Green Sparrow |
| 1963      | Espionage (Loạt phim truyền hình)                     | Jeanne                      | tập: The Weakling |
| 1971      | The Homecoming: A Christmas Story                     | Olivia Walton               | Golden Globe Award for Best Actress – Television Series Drama Đề cử – Primetime Emmy Award for Outstanding Single Performance by an Actress in a Leading Role |
| 1972      | Circle of Fear                                        | Ellen Alexander             | tập: Time of Terror |
| 1974      | Kung Fu (loạt phim truyền hình)                       | Sara Kingsley               | tập: Blood of Dragon |
| 1974      | Things in Their Season                                | Peg Gerlach                 | |
| 1975      | Eric (phim truyền hình)                               | Lois Swensen                | |
| 1975      | Little House on the Prairie (TV series)               | Julia Sanderson             | tập: Remember Me |
| 1975      | Movin' On (loạt phim truyền hình)                     | Maddie                      | tập: Prosperity #1 |
| 1976      | The American Woman: Portraits of Courage              | Người kể truyện             | |
| 1977      | Tail Gunner Joe                                       | Sen. Margaret Chase Smith   | Đề cử – Primetime Emmy Award for Outstanding Performance by a Supporting Actress in a Comedy or Drama Special                                                 |
| 1978      | A Love Affair: The Eleanor and Lou Gehrig Story       | Mrs. Gehrig                 | |
| 1978      | The Bastard (phim truyền hình)                        | Marie Charboneau            | |
| 1979      | All Quiet on the Western Front (phim 1979)            | Mẹ của Paul                 | Đề cử – Primetime Emmy Award for Outstanding Supporting Actress in a Limited Series or a Special                                                              |
| 1984      | Glitter (loạt phim truyền hình)                       | Madame Lil                  | tập: Pilot |
| 1984      | Love Leads the Way: A True Story (phim truyền hình)   | Mrs. Frank                  | |
| 1984      | Shattered Vows (phim truyền hình)                     | Sister Carmelita            | |
| 1990      | Caroline? (phim truyền hình)                          | Miss Trollope               | |
| 1990      | Murder, She Wrote                                     | Milena Maryska              | tập: Murder in F Sharp |
| 1992      | A Mother's Right: The Elizabeth Morgan Story          | Antonia Morgan              | |
| 1993      | Heidi                                                 | Grandmother                 | |

### Kịch
| Thời gian                                   | Kịch                       | Vai diễn       | Ghi chú                                                                |
| ------------------------------------------- | -------------------------- | -------------- | ---------------------------------------------------------------------- |
| 20 tháng 11 năm 1946 – 26 tháng 4 năm 1947  | Another Part of the Forest | Regina Hubbard | Tony Award for Best Featured Actress in a Play Giải Thế giới kịch nghệ |
| 18 tháng 12 năm 1952 – 30 tháng 5 năm 1953  | The Children's Hour        | Martha Dobie   |                                                                        |
| 17 tháng 10 năm 1955 – 31 tháng 12 năm 1955 | A Roomful of Roses         | Nancy Fallon   |                                                                        |
| 19 tháng 10 năm 1959 – 1 tháng 7 năm 1961   | The Miracle Worker         | Kate Keller    |                                                                        |

## Giải thưởng và Vinh dự
- Giải Tony cho nữ diễn viên xuất sắc nhất trong một vở kịch năm 1947
- Giải Oscar cho nữ diễn viên chính xuất sắc nhất năm 1963
- Giải BAFTA cho nữ diễn viên chính xuất sắc nhất (2 lần năm 1963 và 1965)
- Laurel Award for Top Female Dramatic Performance (2 lần năm 1963 và 1968)
- Giải NBRMP cho nữ diễn viên chính xuất sắc nhất năm 1963
- Giải của Hội phê bình phim New York cho nữ diễn viên xuất sắc nhất năm 1963
- Giải Quả cầu vàng cho nữ diễn viên xuất sắc nhất – Loạt phim truyền hình
- Năm 2003, Neal được đưa vào American Theatre Hall of Fame.[15]
- Năm 2007, bà nhận được một trong hai "Giải thưởng thành tựu trọn đời" tại "Liên hoan phim SunDeis" ơ ở Waltham, Massachusetts. (Roy Scheider – người được đề cử cho Giải Oscar – là người thứ hai cùng được nhận giải này chung với bà).

## Sách tham khảo
- Encyclopedia of Kentucky. New York, New York: Somerset Publishers. 1987. tr. 182–183. ISBN 0-403-09981-1.
- Neal, Patricia (1988). As I Am: An Autobiography. New York, New York: Simon & Schuster. ISBN 0-671-62501-2.
- Shearer, Stephen Michael (2006). Patricia Neal: An Unquiet Life. Lexington, KY: University Press of Kentucky. ISBN 0-8131-2391-7.